# Martí Bas i Blasi
Martí Bas i Blasi (Barcelona, 1910 - París, 1966) fou un pintor i dibuixant català. Es va donar a conèixer a Barcelona a l'Exposició de Primavera del 1937 i al Saló de Tardor del 1938. Al llarg de la seva carrera va col·laborar amb L'Esquella de la Torratxa i ocasionalment amb Cigronet. Durant la guerra es va especialitzar en la realització de cartells, i posteriorment es va exiliar a París, on moriria el 1966. A París va col·laborar com a il·lustrador en la publicació Presència Catalana, editada l'any 1952 per l'Institut Català d'Art i Cultura. Un dels membres del consell de redacció era François Mauriac i, entre els articles, hi trobem noms com el de Mercè Rodoreda i Bosch i Gimpera. Martí Bas va estar afiliat al PSUC.